# Gustine (Califórnia)
Gustine é uma cidade localizada no estado americano da Califórnia, no Condado de Merced. Foi incorporada em 11 de novembro de 1915.

## Geografia
De acordo com o United States Census Bureau, a cidade tem uma área de 4 km², onde todos os 4 km² estão cobertos por terra.

### Localidades na vizinhança
O diagrama seguinte representa as localidades num raio de 32 km ao redor de Gustine.

## Demografia
Segundo o censo nacional de 2010, a sua população é de 5 520 habitantes e sua densidade populacional é de 1 375,02 hab/km². Possui 2 087 residências, que resulta em uma densidade de 519,87 residências/km².